# Synthemis gracilenta
Synthemis gracilenta är en trollsländeart som beskrevs av Maurits Anne Lieftinck 1935. Synthemis gracilenta ingår i släktet Synthemis och familjen skimmertrollsländor. Inga underarter finns listade i Catalogue of Life.